# Tuesday Afternoon (brano musicale)
Tuesday Afternoon è una canzone del 1967 dei Moody Blues, presente nell'album Days of Future Passed, composta dal chitarrista del gruppo Justin Hayward.